# Reakcja skórno-galwaniczna
Reakcja skórno-galwaniczna, inaczej reakcja elektrodermalna, reakcja elektryczna skóry, reakcja psychogalwaniczna, przewodnictwo skórne, odruch skórno-galwaniczny (ang. galvanic skin response, GSR) – miara zmian oporu elektrycznego skóry zależnego od stopnia jej nawilżenia wywołanego przez zmiany aktywności gruczołów potowych, które kontrolowane są przez układ współczulny. Zmiany te traktowane są niekiedy jako objaw przeżywania emocji lub spontanicznej reakcji na bodźce i wykorzystywane m.in. w wykrywaczach kłamstw.

Przykładowy zapis GSR w czasie 60 sekund.
Większe wartości oznaczają większe natężenie prądu, czyli mniejszy opór elektryczny.

## Opis badania
Galwanometr, urządzenie służące do pomiaru przewodnictwa elektrycznego skóry mierzy opór elektryczny, który jest odwrotnością przewodnictwa elektrycznego pomiędzy powierzchnią skóry, najczęściej  a ciałem, a podczas pomiaru przepływa przez ciało niewielki prąd. Właściwie skalibrowany galwanometr może mierzyć różnice w przewodnictwie skóry rzędu kilku mikrosimensów spowodowanymi reakcją skóry i mięśni na bodźce zewnętrzne i wewnętrzne.
Stosowane są dwie techniki pomiaru przewodnictwa elektrycznego skóry:
1. Rejestrowanie zmian w oporze elektrycznym skóry w trakcie przepływu słabego prądu elektrycznego (metoda Féré'go). Opór maleje wraz ze zwiększeniem się potliwości skóry, co z kolei jest związane z aktywacją autonomicznego układu nerwowego w organizmie. Aktywacja autonomicznego układu nerwowego idzie w parze z pobudzeniem fizjologicznym, w związku z czym zmiany w oporze elektrycznym skóry mogą oznaczać przeżywanie emocji (np. pobudzenia seksualnego, lęku, złości, stresu itp.).
2. Możliwe jest rejestrowanie prądu wytwarzanego przez ciało (metoda Tarchanowa). Skóra podobnie jak inne narządy (np. mózg, serce i inne mięśnie) wytwarza własne pole elektryczne.

## Zastosowanie
GSR wykorzystywany jest w badaniu poligrafem.
Urządzeniem służącym do mierzenia GSR jest galwanometr.